# Nina Romaškova
Nina Apolonovna Romaškova-Ponomarjova (rusko Нина Аполлоновна Ромашкова-Пономарёва), ruska atletinja, * 27. april 1929, Smička, Sovjetska zveza, † 19. avgust 2016, Moskva.
Nastopila je na poletnih olimpijskih igrah v letih 1952, 1956, 1960 in 1964, v letih 1952 in 1960 je osvojila naslova olimpijske prvakinje v metu diska, leta 1956 pa bronasto medaljo. Na evropskih prvenstvih je osvojila naslov prvakinje leta 1954. 9. avgusta 1952 je postavila svetovni rekord v metu diska s 53,61 m, veljal je dva meseca. 